# Potsdamaftalen
Må ikke forveksles med Potsdam-deklarationen
Potsdamaftalen (formelt: Tremagtskonferencen i Berlin) var en aftale mellem tre af de allierede under 2. verdenskrig – Storbritannien, USA, og Sovjetunionen, angående okkupationen og genopbygningen af Tyskland efter krigen, og angik det tyske rige med dets grænser fra før 1937, samt hele Europa forøvrigt. Aftalen angik også Tysklands demilitarisering, krigerstatninger, og retsopgør mod  krigsforbrydere.
Konferencen der ledte op til aftalen fandt sted på slottet Cecilienhof i Potsdam vest for Berlin fra 17. juli til 2. august 1945.
Frankrig var ikke inviteret til konferencen, men Frankrig blev dog inkluderet som et af landene der besatte Tyskland. Da Frankrig ikke havde indgået aftalen følte de sig i mindre grad forpligtet til at følge den. Frankrig indgik fx som udgangspunkt ikke i arbejdet med at gennemføre en fælles politik på tværs af de tyske områder; de udskilte fx Saarland og modsatte sig generelt initiativer, der kunne føre til en samlet regering for et genforenet Tyskland.
Aftalen blev udført som et kommuniké, og var dermed ikke en fredsaftale ifølge international lov – selv om aftalen konstaterede visse fakta. Aftalen blev annulleret i 1990 med indgåelse af To plus fire-aftalen som førte til opløsningen af DDR og Tysklands genforening.

## Overblik
Efter anden verdenskrig, og Teheran-, Casablanca-, og Jaltakonferencerne, havde de allierede antaget den højeste myndighed i Tyskland ved Berlinerklæringen den 5. juni 1945. I Potsdamkonferencens fra 17. juli til 2. august 1945 blev de tre magterne enige om en «Procedure-protokol, 1. august 1945», som blev underskrevet ved Cecilienhof slot i Potsdam. De som underskrev var generalsekretær Josef Stalin, præsident Harry S. Truman, og statsminister Clement Attlee, som, efter det britiske valg i 1945, havde erstattet Winston Churchill som Storbritanniens repræsentant. Den provisoriske franske regering godtog med vise reservationer den 4. august.

## Protokol
I Potsdamaftalen (Berlinkonferencen) er de allierede (Storbritannien, Sovjet, USA) enige om:
1. Etableringen af et udenrigsministerråd.
Se Londonkonferencen og Moskvakonferencen som fandt sted senere i 1945.
2. Principperne angående Tysklands behandling i tidlige kontrolfase.
Se Den europæiske rådgivningskommision og Det allierede kontrolråd
  - A. Politiske principper.

Demokratisering. Behandlingen af Tyskland som en enhed. Afvæbning og demilitarisering. Elimination af al nazistisk indflydelse.
  - B. Økonomiske principper.

Reduktion eller ødelæggelse af al civil sværindustri med krigpotentiale, som skibsrederier, maskinproduktion, og kemiske fabrikker. Omlægning af den tyske økonomi til agrikultur og farveindustri.
3. Tyske krigserstatninger efter anden verdenskrig.
Denne del af aftalen dækkede erstatningskrav lagt frem af Sovjet fra den sovjetiske okkupationszone i Tyskland. Denne del var også enig om at 10 % af industrikapaciteten i de vestre okkupationszoner i fredøkonomien skulle fragtes til Sovjetunionen inden to år.

1. Opløsningen af Den tyske marine, og handelsmarine.
Alle ubåde bortset fra tredive skulle sænkes, og resten af Den tyske marine skulle deles ligeligt mellem de tre magter.
Den tyske handelsmarine skulle deles ligeligt mellem de tre magter, og de ville viderefordele nogle skibe til de øvrige allierede. Men indtil krigen mod Kejserriget Japan var ovre ville alle skibe forblive under en forenet handelsmyndighed.
2. Königsberg (Kaliningrad) og omegn (Østpreussen, nutidens Kaliningrad oblast)
Storbritannien og USA støttede overførslen af Königsberg samt omegn til Sovjetunionen.
3. Krigsforbrydere
Dette var en kort paragraf som omhandlede Londoncharteret og Nürnbergprosessen:
De tre regeringer har taget de igangværende diskussioner  i London mellem britiske, amerikanske, sovjetiske og franske repræsentanter til efterretning,   med sigte på at opnå enighed om metoder for at lave prøvesager mod de store krigsforbrydere hvis forbrydelser under Moskva-erklæringen af oktober 1943 ikke har en begrænset geografisk lokalisering. De tre regeringer stadfæster sin intention om at bringe disse kriminelle til hurtig og bestemt retfærdighed. De håber at forhandlingerne i London vil føre til snarlig enighed for dette formål, og de ser på det som en sag af stor betydning at retssagen mod disse store kriminelle bør begynde på et tidligst muligt tidspunkt. Den første liste over tiltalte vil blive offentliggjort før 1. september.
4. Besættelseszoner i Østrig efter 2. verdenskrig:
Den østrigske regering skal bestemmes efter britiske og amerikanske styrker har indtaget Wien, og Østrig skal ikke betale erstatninger.
5. Polen
Det skal være en provisorisk regering af nationalforening, anerkendt af de tre magter, og at polakker som tjenestegjorde i den britiske hær skal være fri til at vende hjem til Polen. Den foreløbige vestgrænse skal være Oder-Neisse-linjen, og deler af Østpreussen, og den tidligere Fristaden Danzig skal være under polsk administration, men den endelige afgrænsning skal vente frem til den endelige fredstavtalen (som   først kom i 1990).
6. Konklusion angående fredsaftaler, og medlemskab i De forenede nationers organisationer.
Se Moskvakonferencen som fandt sted senere i 1945.
Det noteredes at Kongeriget Italien havde deltaget på allieret side under krigen, og havde en god fremgang i demokratiseringsprocesser. Det blev også noteret at de tre allierede ville støtte en eventuel italiensk ansøgning om medlemskab i De forenede nationer.
De tre regeringer har også givet udenrigsministerrådet ansvar for at forberede fredsaftaler for Bulgarien, Finland, Ungarn, og Rumænien. Konklusionen om en fredsaftale med anerkendte demokratiske regeringer i disse stater vil også tillade De tre regeringer at støtte ansøgning om medlemskab i De forenede nationer. De tre regeringer er enige om at undersøge hver af de separat i den nære fremtid, i lyset af daværende forhold, angående oprettelse af diplomatiske forhold med Finland, Rumænien, Bulgarien, og Ungarn i den grad muligt før endelige fredsaftale med disse lande.
Detaljerne angående dette diskuteredes senere samme år ved Moskvakonferencen, og fredsaftalerne blev signeret i 1947 ved Paristraktaterne.
Inden den tid var Bulgarien, Rumænien og Ungarns regeringer blevet kommunistiske.
7. Territorialt tilsyn
Tidligere italienske koloniers skæbne vil blive afgjort i sammenhæng med forberedelsen af en endelig fredsaftale med Italien. Som de fleste andre af de tidligere europæiske aksemagter blev den italienske fredsaftale signeret i Paris i 1947.
8. Revideret allieret kommissionsprocedure i Rumænien, Bulgarien, og Ungarn:
Nu da krigshandlingerne i Europa var afsluttet skulle de vestlige allierede have større indflydelse i Central- og Østeuropas kontrolkommission. Appendikset til denne aftale indeholdt blandt andet ændringer til hvordan den ungarske kontrolkommission skulle fungere.
9. Tvangflytning af tysk befolkning
Hovedartikel: Fordrivelsen af tyskere efter anden verdenskrig
De tre regeringer, efter at have vurderet spørgsmålet ved alle dets aspekter, anerkender at overførslen af tysk befolkning til Tyskland, eller dele deraf, fortsat i Polen, Tjekkoslovakiet og Ungarn, behøves udført. Regeringerne er enige i at enhver overføring som finder sted skal ske på ordentlig og human måde.
«Tysk befolkning, eller dele deraf, fortsat i Polen» refererer til tyskere som levede inden for 1937-grænserne til Polen, frem til Curzon-linjen. I teorien kunne denne etniske tyske befolkning blive bortvist til midlertidig polsk administreret området som Schlesien, Bagpommern, Østpreussen, og Øst-Brandenburg.
Fordi de allierede okkupationszoner i Tyskland var under stort pres fik den tjekkoslovakiske regering, den polske provisoriske regering, og kontrolrådet i Ungarn forespørgsel om at komme med et estimat angående tid og raten fordrivelsen kunne udføres i, med tanke på den nuværende situation i Tyskland, og bad om pause i udvisningerne frem til at disse estimater  blev integreret i planen om en retfærdig fordeling af disse «fjernede» tyskere mellem de fire okkupationszoner.
10. Olieudstyr i Rumænien
11. Iran
Allierede tropper skulle straks trække sig tilbage fra Teheran, og at yderligere stadier af tilbagetrækningen af tropper fra Iran skulle overvejes på mødet i Udenrigsministerrådet, der skulle afholdes i London i september 1945.
12. Den internationale zone Tanger.
Byen Tanger med omegn skulle være international, og diskuteres videre.
13. Sortehavsstrædet.
Montreux-konventionen skulle revideres, og diskuteres med den tyrkiske regering.
14. Internationale indenlandsvandveje
15. Europæisk indenlands transport konference
16. Direktiver til de allierede militærledere angående kontrolrådet i Tyskland
17. Brug af allieret ejendom for satellitreparationer og krigtrofæer.
Dette detaljeredes i Tillæg II
18. Militærsamtaler

- Tillæg  I
- Tillæg II

- Fordrivelsen af tyskere efter anden verdenskrig